# 8th Continent
8th Continent là một thương hiệu sữa đậu nành được bán bởi 8th Continent, L.L.C, một công ty con của Stremicks Heritage Foods.
8th Continent hiện có các loại Nguyên bản và Vani thường, Vani đầy đủ, Nguyên bản nhẹ, Vani và sô cô la, Nguyên bản không béo và Vani. 8th Continent cũng không chứa lactose, không chứa gluten và được chứng nhận là Vegan.
Trụ sở chính trên toàn thế giới của 8th Continent được đặt tại Santa Ana, California.